# The Animals
The Animals (Español:  Los Animales) es una banda de rock británica formada en Newcastle upon Tyne a comienzos de la década de 1960. La agrupación se trasladó a Londres logrando reconocimiento comercial en 1964. Son reconocidos principalmente por la canción "The House of the Rising Sun", aunque también publicaron otros sencillos exitosos como "We Gotta Get Out of This Place", "It's My Life" y "Don't Let Me Be Misunderstood". Fueron populares en los Estados Unidos como parte de la Invasión británica.
La banda sufrió de constantes cambios en su alineación a mediados de la década de 1960. Bajo el nombre de Eric Burdon and the Animals, la agrupación se trasladó a California y logró éxito comercial como una banda de rock psicodélico y hard rock con canciones como "San Franciscan Nights", "When I Was Young" y "Sky Pilot", antes de separarse a finales de dicha década. En total, el grupo logró posicionar diez de sus canciones en las listas Top 20 tanto en el Reino Unido como en los Estados Unidos.
La formación original de Eric Burdon, Alan Price, Chas Chandler, Hilton Valentine y John Steel se reunió para dar un concierto benéfico en Newcastle en 1968. Luego tuvieron algunas breves reuniones entre 1975 y 1983. The Animals fueron presentados en el Salón de la fama del Rock and Roll en 1994.

## Historia

### Inicios
Originarios de la portuaria Newcastle-upon-Tyne (Reino Unido), el grupo The Animals nació en 1963 cuando Eric Burdon llegó al grupo Alan Price Rhythm and Blues Combo y le cambió el nombre por el que sería conocido mundialmente, siendo la formación original conformada por Eric Burdon (voz), Alan Price (órgano y teclados), Hilton Valentine (guitarra), John Steel (batería) y Chas Chandler (bajo). La música se basó, esencialmente, en el blues, con versiones de canciones de John Lee Hooker, Sam Cooke, Ray Charles, Nina Simone y Jimmy Reed.
El grupo gestionó ese mismo año su propio EP y el éxito en su localidad natal fue tan notorio que Giorgio Gomelsky, mánager de The Yardbirds, les convenció para que se instalaran en Londres en 1964. Durante un tiempo tocaron en Crawdaddy Club -el local del propio Gomelsky- y allí conocieron al que sería su productor: Mickie Most. Con él firmaron su primer contrato discográfico (que fue con la discográfica EMI a través de su subsidaria Columbia Records) y en febrero de 1964 grabaron su primer sencillo, titulado Baby Let Me Take You Home (una versión de Baby, Let Me Follow You Down de Bob Dylan). La versión llegó al puesto número 21 de las listas británicas.

### "The House of the Rising Sun"
No tardaron en versionar una canción del folk estadounidense, cuyo autor aún es desconocido, y fue esta la que les lanzó a la fama: "The House of the Rising Sun". El estilo de voz de Burdon y la disposición dramática, con riffs inolvidables del órgano de Alan Price, crearon sin duda el primer gran hit del Folk rock. Hay un debate en curso sobre la inspiración de The Animals para su arreglo de la canción, que ha sido diversamente atribuido a las versiones anteriores de Bob Dylan, el cantante folk Dave Van Ronk, el cantante de blues Josh White (quien lo grabó dos veces en 1944 y 1949), o la cantante y pianista Nina Simone (quien la grabó en 1962 en su álbum Nina at the Village Gate).
Gracias al éxito de esta canción se convirtieron en el segundo grupo inglés en conseguir el número uno tanto en las listas británicas como en las estadounidenses, pues los primeros habían sido The Beatles. Tanto fue así que, en octubre de 1964, procedieron a editar The Animals, su primer LP. Adicionalmente, en noviembre del mismo año, decidieron hacer su debut en Estados Unidos en The Ed Sullivan Show de la CBS, donde interpretaron I'm Crying y The House of the Rising Sun, además de comenzar una pequeña gira actuando con regularidad en los cines de toda la ciudad de Nueva York.
En mayo de 1965, después del lanzamiento de su segundo LP Animal Tracks, Alan Price abandona la banda por motivos personales, de salud (tenía pánico a volar) y por la lucha por el liderazgo que mantenía con su compañero Eric Burdon. Él comenzó una exitosa carrera tanto como solista y como miembro de The Alan Price Set. Price fue sustituido temporalmente por Mick Gallagher, quien duró en la banda poco tiempo hasta la llegada de Dave Rowberry quién le sustituyó. Pero, la situación del resto del grupo tampoco fue mucho mejor. Los componentes de la banda empezaron a tener la sensación de que su música se estaba transformando en algo demasiado comercial (debido principalmente a las exigencias de Mickie Most y de la propia EMI) y a principios de 1966 rompieron su contrato con EMI y con Most, no sin antes dejar otro éxito: It's My Life, número 7 en las listas británicas y 23 en las estadounidenses.

### Separación
En 1966 el grupo firmó un contrato con la discográfica MGM en Estados Unidos y Canadá y Decca Records para el resto del mundo, además de seleccionar como su nuevo productor a Tom Wilson, quien había producido a artistas como Bob Dylan. En el mes de febrero, el batería John Steel dejó el grupo y fue sustituido por Barry Jenkins. De todas maneras, la salida de este fue un preludio de lo que pasó poco después. Aunque editaron un único disco con Decca titulado Animalism (junio de 1966) y que paralelamente EMI/MGM lanzó un álbum los grandes éxitos de la banda (uno de los más vendidos de la época), el grupo originario tan solamente sobrevivió a la salida de Steel seis meses. The Animals se disolvió en septiembre de 1966. En ese momento sus negocios "estaban en un caos total", según Chandler (que pasó a gestionar a Jimi Hendrix). Incluso para los estándares de la época, en que los artistas tendían a ser financieramente ingenuos, The Animals hicieron muy poco dinero, con el tiempo alegando mala administración y robo por parte de su mánager Michael Jeffery.
Burdon comenzó a trabajar en un álbum en solitario, llamado Eric is Here, que también ofreció el sencillo Help Me, Girl, el cual fue número 14 en las listas británicas y fue muy promocionado en programas de televisión como Ready, Steady, Go! y Top of the Pops a finales de 1966, siendo esta la última grabación efectuada bajo el sello Decca.

### Segunda alineación

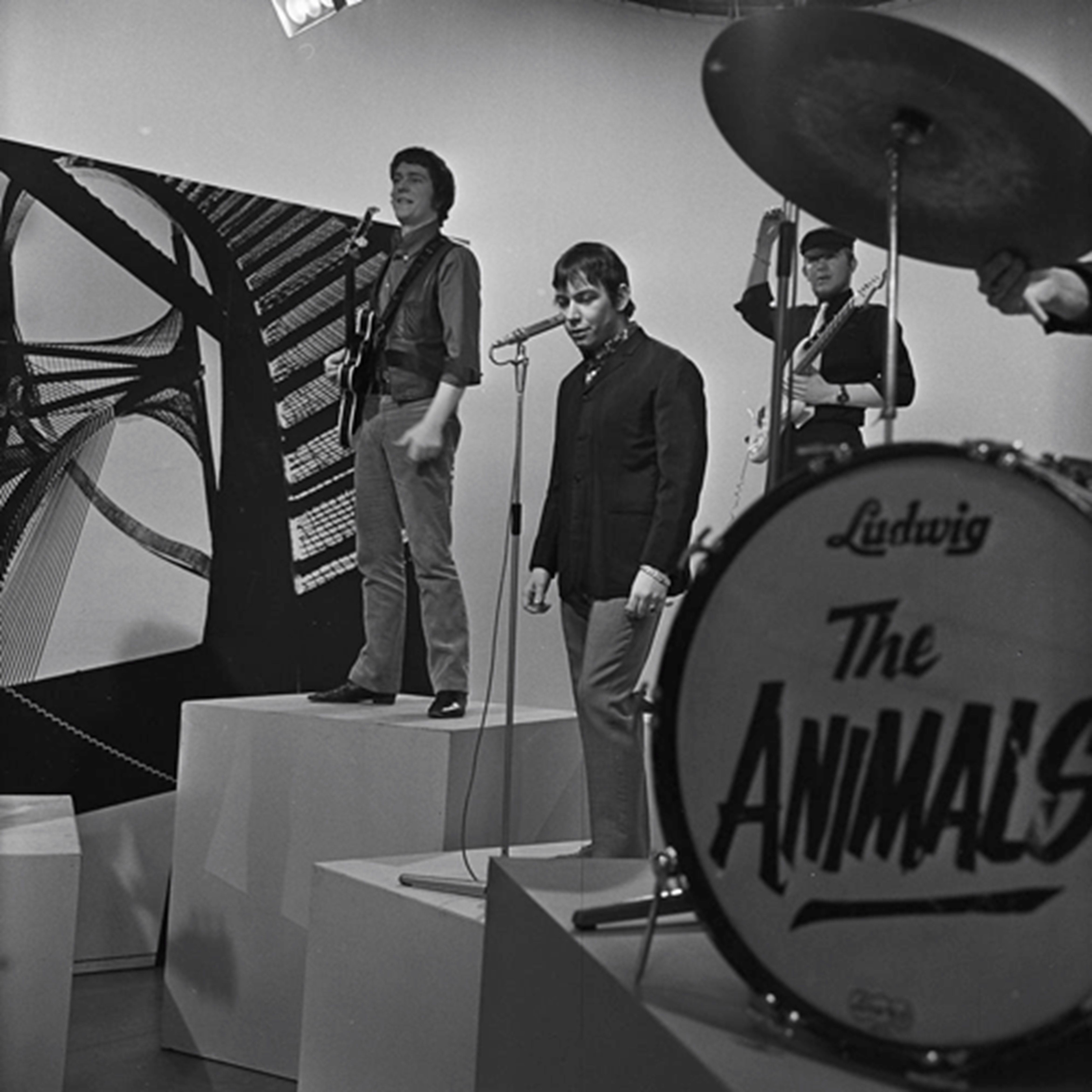
Eric Burdon & The Animals (1967)

En 1967, Eric Burdon intentó reformar la banda con la llegada de John Weider a la guitarra y el violín, Danny McCulloch al bajo y Vic Briggs a la guitarra eléctrica, además del baterista Barry Jenkins, tomando el nombre de Eric Burdon and The Animals. La banda dio un giro del sonido rhythm and blues de la agrupación original a uno más cercano al rock psicodélico. La nueva agrupación firmó un contrato de exclusividad mundial con el sello MGM y contó con la producción de Tom Wilson en sus posteriores álbumes Winds of Change (1967), The Twain Shall Meet (1968) y Every One of Us, lanzado únicamente en Estados Unidos en 1968.
Algunos de los éxitos de este grupo incluían San Franciscan Nights, Monterey (un homenaje al Monterey Pop Festival efectuado en 1967), y Sky Pilot. Su sonido era mucho más pesado que el grupo original. Burdon gritaba cada vez más fuerte en las versiones en vivo de Paint It Black  y Hey Gyp. En 1968 tenían un sonido más experimental en canciones como We Love You Lil y el registro de 19 minutos New York 1963 - América 1968. Las canciones tenían un estilo de comenzar con silencios para llegar a elementos más psicodélicos y crudos llegando al final con gritos, letras y sonidos cada vez más experimentales.
Hubo más cambios en esta alineación. Zoot Money se añadió en abril de 1968, inicialmente como organista/pianista, aunque con la partida de McCulloch también interpretó el bajo y voces de forma ocasional. En julio de 1968 Andy Summers, futuro miembro de The Police sustituye a Briggs en la guitarra eléctrica. Tanto Money como Summers pertenecían a la banda británica de rock psicodélico Dantalian's Chariot, tomando algunas canciones de este grupo, gracias al interés de Burdon por estos sonidos. Debido a la carga multi-instrumental de Money, en las actuaciones en vivo el bajo fue interpretado alternativamente entre Weider y Summers.

### Nueva ruptura
En diciembre de 1968, esta encarnación se había disuelto, y tanto el álbum doble Love Is y los sencillos Ring Of Fire y River Deep – Mountain High fueron lanzados internacionalmente. Numerosas razones han sido citadas por causar la ruptura, la más famosa es una gira abortada por Japón. La visita había sido programada para septiembre de 1968, pero se retrasó hasta noviembre debido a las dificultades para obtener los visados correspondientes. Solamente después de unas pocas fechas efectuadas en la gira, los promotores, que a espaldas de la banda pertenecían a la mafia yakuza japonesa, secuestraron el mánager de la banda y lo amenazaron para que escribiera un pagaré a nombre de los promotores por $25.000 para cubrir las pérdidas sufridas por el retraso de la gira. El mánager escribió el pagaré pero, correctamente sospechando que ninguno de sus captores sabían leer inglés, agregó una nota en la cual decía que el documento fue escrito bajo coacción. Los yakuza lo liberaron, pero advirtieron que él y la banda tendrían que salir de Japón al día siguiente o atenerse a las consecuencias. La banda inmediatamente huyó, dejando todo su equipo de gira en el país asiático. Money y Summers comenzaron paralelamente sus carreras en solitario, siendo posteriormente perseguidos por los yakuza (aunque esta persecución fue rápidamente abortada en caso de Summers). Weider se unió a Family y Burdon se unió a un grupo latino de Long Beach, California, llamado War.

### Reuniones

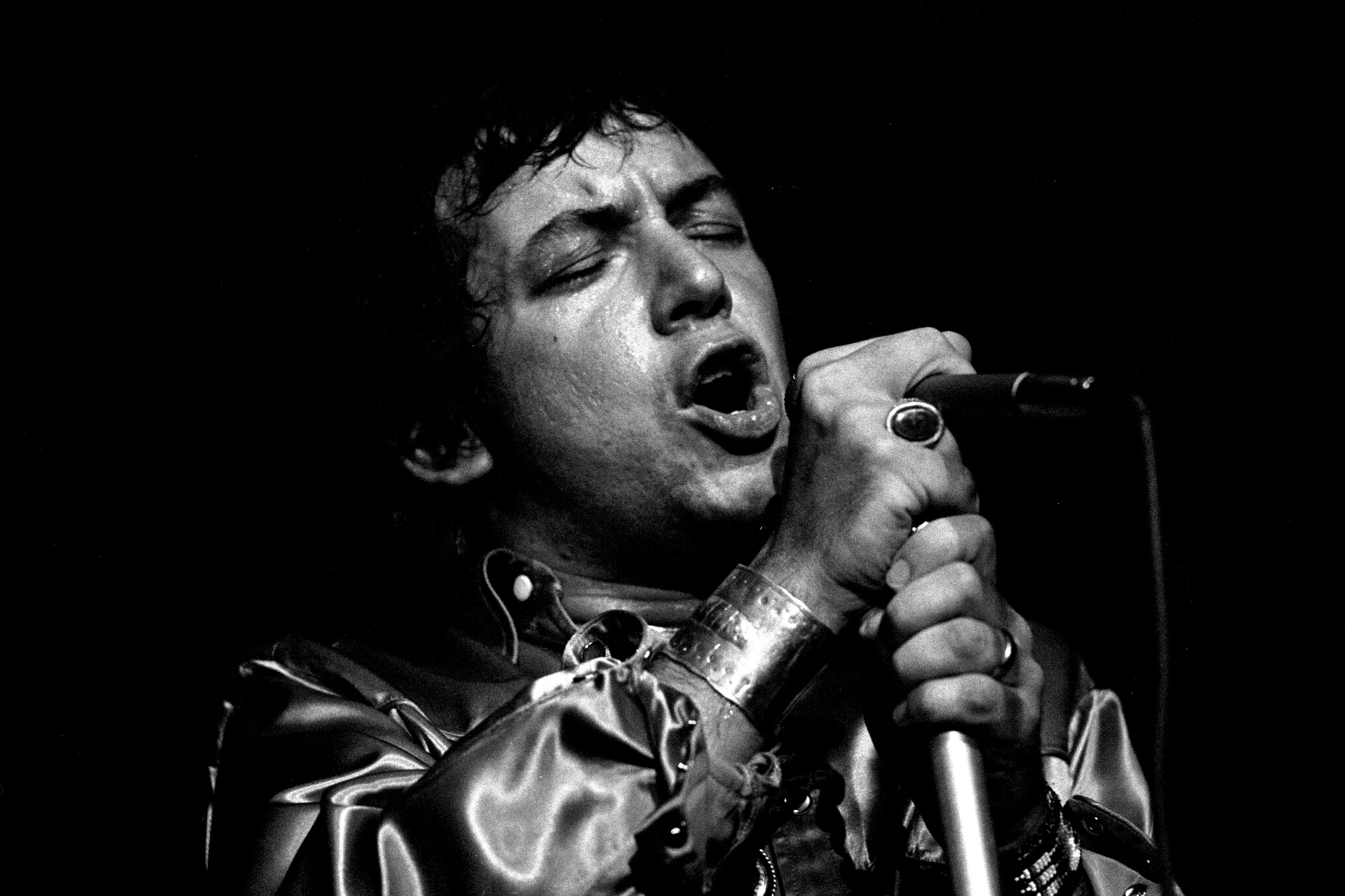
Eric Burdon en 1973.

La alineación original de la banda, consistente en Burdon, Price, Valentine, Chandler y Steel se reunieron para dar un concierto benéfico en Newcastle en diciembre de 1968 y se reunieron de nuevo en 1975 para entrar al estudio de grabación. Hicieron una pequeña gira en 1976 y grabaron algunos vídeos para las canciones "Lonely Avenue" y "Please Send Me Someone to Love". Dicho álbum fue lanzado en 1977 y titulado irónicamente Before We Were So Rudely Interrupted (Antes de que fuéramos bruscamente interrumpidos). El álbum fue bien recibido por la crítica especializada. Burdon y Valentine también grabaron algunos demos en esa época, los cuales nunca fueron publicados. 
Los músicos originales se reunieron nuevamente en 1983 para grabar el álbum Ark y para realizar una gira mundial. El primer sencillo, titulado "The Night", alcanzó la posición #48 en la lista US Pop Singles y el #34 en la lista Mainstream Rock Charts, logrando también mucho éxito en Grecia. Lanzaron un segundo sencillo titulado "Love Is For All Time".
La gira The Ark consistía en un tercio de material de la primera época de la banda y dos tercios de sus nuevas canciones. El 31 de diciembre se llevó a cabo un concierto de la banda en el mítico estadio de Wembley, el cual fue grabado en un disco titulado Rip it To Shreds y publicado en 1984. Nuevamente los músicos de la banda tomaron rumbos diferentes.
Chas Chandler falleció de un aneurisma en 1996, acabando con la posibilidad de una futura reunión de los miembros originales. Eric Burdon formó una nueva banda en 1998 y dio algunos conciertos como Eric Burdon and the New Animals. Miembros de esta nueva alineación incluían a Dean Restum, Dave Meros, Neal Morse y Aynsley Dunbar. Martin Gerschwitz reemplazó a Morse en 1999 y Dunbar fue reemplazado por Bernie Pershey en 2001. En 2003 la banda empezó a girar bajo el nombre de Eric Burdon and the Animals. En 2008 se determinó que el nombre "The Animals" ya no podía ser usado por Burdon en el Reino Unido, pasando a ser propiedad de John Steel. En 2013 se aprobó una apelación a favor de Burdon, permitiéndole utilizar nuevamente el nombre "The Animals". En 2016, Burdon contrató a los músicos Johnzo West (guitarra/voz), Davey Allen (teclados/voz), Dustin Koester (batería/voz),  Justin Andres (bajo/voz), Ruben Salinas (saxofón) y Evan Mackey (trombón), los cuales forman parte de su nueva alineación en la actualidad. Por su parte, los músicos John Steel, Mick Gallagher, Roberto Ruiz y Danny Handley formaron otra alineación de The Animals.

## Músicos

### Actuales
- John Steel – batería (1963–1966, 1975–1976, 1983, 1992–presente)
- Danny Handley – guitarra, voz (2003–presente)
- Barney Williams – teclados (2022–presente)
- Norman Helm – bajo, voz (2023–presente)

### Anteriores
| - Eric Burdon – voz (1963–1968, 1975–1976, 1983) - Hilton Valentine – guitarra, coros (1963–1966, 1975–1976, 1983, 1992–2001, fallecido en 2021) - Chas Chandler – bajo, voz (1963–1966, 1975–1976, 1983; fallecido en 1996) - Alan Price – teclados, voz (1963–1965, 1975–1976, 1983) - Mick Gallagher – teclados, coros (1965, 2003–2022) - Dave Rowberry – teclados, coros (1965–1966, 1999–2003; fallecido en 2003) - Barry Jenkins – batería, coros (1966–1968) - John Weider – guitarra, bajo, violín, coros (1966–1968) - Vic Briggs – guitarra, piano, bajo (1966–1968) - Danny McCulloch – bajo, guitarra, coros (1966–1968; fallecido en 2015) - Zoot Money – teclados, voz, bajo (1968, 1983) - Andy Summers – bajo, guitarra, coros (1968) - Steve Grant – guitarra, sintetizador, voz (1983) - Steve Gregory – saxofón (1983) | - Nippy Noya – percusión (1983) - Joss Elliott – bajo (1992–1994) - George Fearson – guitarra (1992–1994) - Robert Robinson – voz (1992–1994) - The Dod – batería (1992) - Steve Farrell – coros, percusión (1992) - Steve Hutchinson – teclados (1992–1999) - Martin Bland – bajo (1994–1999) - Steve Dawson – guitarra (1994–1999) - Robert Kane – voz (1994–1999) - Jim Rodford – bajo (1999–2003, fallecido en 2018) - Tony Liddle – voz (1999–2001) - Eamon Cronin – voz (2001) - John E. Williamson – guitarra, voz (2001–2009) - Pete Barton – voz (2001–2011), guitarra (2001–2003), bajo (2003–2011) - Scott Whitley – bajo, voz (2011–2012) - Roberto Ruiz – bajo, voz (2012–2023) |

## Discografía

### Álbumes de estudio
- The Animals (1964; The Animals; Estados Unidos y Reino Unido)
- The Animals on Tour (1965; The Animals; Estados Unidos)
- Animal Tracks (1965; The Animals; Estados Unidos y Reino Unido)
- Animalization (1966; The Animals; Reino Unido)
- Animalism (1966; The Animals; Estados Unidos)
- Eric is Here (1967; Eric Burdon & The Animals; Estados Unidos)
- Winds of Change (1967; Eric Burdon & The Animals)
- The Twain Shall Meet (1968; Eric Burdon & The Animals)
- Every One of Us (1968; Eric Burdon & The Animals; Estados Unidos)
- Love Is (1968; Eric Burdon & The Animals)
- Before We Were So Rudely Interrupted (1977; The Animals)
- Ark (1983; The Animals)

### Álbumes recopilatorios
- The Best of The Animals (1997)
- The Best of The Animals (2000)
- Interesting Life (2003)
- Complete French EP 1964/1967 (2003)
- Retrospective (2004)